# Che - L'argentino
Che - L'argentino (The Argentine) è un film del 2008 diretto da Steven Soderbergh.
Film biografico basato sulla vicenda del rovesciamento, avvenuto nel 1959, della dittatura cubana di Fulgencio Batista da parte di Ernesto "Che" Guevara e di un gruppo di esuli cubani guidati da Fidel Castro. Il film è ispirato dal libro La guerra rivoluzionaria a Cuba, scritto dallo stesso Ernesto Guevara, interpretato nel film da Benicio del Toro.

## Trama
Le tappe della Rivoluzione cubana, partita da quando Ernesto Guevara e Fidel Castro si conobbero in Messico ad una cena organizzata da un comune amico. Il fattore scatenante del desiderio rivoluzionario di Fidel Castro fu il colpo di Stato organizzato nel 1952 dai vertici delle forze armate cubane ed in primo luogo dal generale Fulgencio Batista: da quell'atto brutale e criminale nasce il progetto di dar vita a una rivoluzione facendo leva sul malcontento del popolo cubano per liberare Cuba dalla dittatura e da un governo corrotto ed assoggettato agli interessi nordamericani sull'isola caraibica.
Si ripercorrono tutte le tappe e le battaglie più importanti, a partire dallo sbarco a Cuba dello yacht Granma a Playa de Las Coloradas, che portarono il Che fino a Santa Clara, penultimo passo verso la vittoria rivoluzionaria della guerriglia guidata da Fidel Castro. Memorabile il "Patria o muerte!" pronunciato al termine del discorso del Che al Palazzo di Vetro dell'ONU dopo gli interventi dei delegati di Stati Uniti, Panama, Venezuela e Nicaragua, che avevano fortemente attaccato il comandante Che Guevara, accusandolo di immischiarsi in fatti che non lo riguardavano.

## Produzione
Che - L'argentino è la prima di due parti dedicate alla figura di Che Guevara, la seconda Che - Guerriglia è sempre diretta da Soderbergh. Le due parti, riunite in un unico film, sono state presentate in concorso al 61º Festival di Cannes, dove il protagonista Benicio del Toro ha vinto il premio per la miglior interpretazione maschile.

## Distribuzione
Il film è stato distribuito in Italia dalla BiM Distribuzione a partire dal 10 aprile 2009.

## Riconoscimenti
- 2008 – Festival di Cannes
  - Miglior interpretazione maschile (a Benicio del Toro)
- 2009 – Premi Goya
  - Miglior attore protagonista (Benicio del Toro)
  - Miglior scenografia